# Saint-Mars-Vieux-Maisons
Saint-Mars-Vieux-Maisons és un municipi francès, situat al departament de Sena i Marne i a la regió de Illa de França. L'any 2007 tenia 290 habitants.
Forma part del cantó de Coulommiers, del districte de Provins i de la Comunitat de comunes dels Deux Morin.

## Demografia

### Població
El 2007 la població de fet de Saint-Mars-Vieux-Maisons era de 290 persones. Hi havia 99 famílies, de les quals 17 eren unipersonals (13 homes vivint sols i 4 dones vivint soles), 26 parelles sense fills, 47 parelles amb fills i 9 famílies monoparentals amb fills.
La població ha evolucionat segons el següent gràfic:
Habitants censats

### Habitatges
El 2007 hi havia 125 habitatges, 101 eren l'habitatge principal de la família, 21 eren segones residències i 3 estaven desocupats. Tots els 125 habitatges eren cases. Dels 101 habitatges principals, 96 estaven ocupats pels seus propietaris, 3 estaven llogats i ocupats pels llogaters i 2 estaven cedits a títol gratuït; 2 tenien dues cambres, 15 en tenien tres, 27 en tenien quatre i 57 en tenien cinc o més. 77 habitatges disposaven pel capbaix d'una plaça de pàrquing. A 39 habitatges hi havia un automòbil i a 57 n'hi havia dos o més.

### Piràmide de població
La piràmide de població per edats i sexe el 2009 era:
| Homes | Edats   | Dones |
| ----- | ------- | ----- |
| 0     | 95 o +  | 0     |
| 0     | 90 a 94 | 0     |
| 0     | 85 a 89 | 8     |
| 0     | 80 a 84 | 0     |
| 4     | 75 a 79 | 0     |
| 0     | 70 a 74 | 4     |
| 8     | 65 a 69 | 0     |
| 4     | 60 a 64 | 12    |
| 4     | 55 a 59 | 4     |
| 8     | 50 a 54 | 8     |
| 0     | 45 a 49 | 0     |
| 8     | 40 a 44 | 4     |
| 12    | 35 a 39 | 8     |
| 4     | 30 a 34 | 12    |
| 4     | 25 a 29 | 0     |
| 4     | 20 a 24 | 4     |
| 12    | 15 a 19 | 16    |
| 8     | 10 a 14 | 12    |
| 4     | 5 a 9   | 4     |
| 8     | 0 a 4   | 4     |

## Economia
El 2007 la població en edat de treballar era de 174 persones, 126 eren actives i 48 eren inactives. De les 126 persones actives 117 estaven ocupades (70 homes i 47 dones) i 8 estaven aturades (2 homes i 6 dones). De les 48 persones inactives 6 estaven jubilades, 21 estaven estudiant i 21 estaven classificades com a «altres inactius».

### Ingressos
El 2009 a Saint-Mars-Vieux-Maisons hi havia 98 unitats fiscals que integraven 291 persones, la mediana anual d'ingressos fiscals per persona era de 17.790 €.

### Activitats econòmiques
Dels 5 establiments que hi havia el 2007, 1 era d'una empresa de fabricació d'altres productes industrials, 3 d'empreses de construcció i 1 d'una empresa de serveis.
Dels 3 establiments de servei als particulars que hi havia el 2009, 2 eren lampisteries i 1 empresa de construcció.
L'any 2000 a Saint-Mars-Vieux-Maisons hi havia 12 explotacions agrícoles.

## Poblacions més properes
El següent diagrama mostra les poblacions més properes.